# Državno prvenstvo v ameriškem nogometu
Slovensko državno prvenstvo v ameriškem nogometu (trenutno ime Slovenian Football League) je razširjeno državno prvenstvo v ameriškem nogometu, v njem poleg slovenskih ekip nastopajo tudi hrvaške.
Prvenstvo poteka pod okriljem ZANS-a (Zveza za ameriški nogomet Slovenije). V premierni sezoni 2009/10 so sodelovale 4 ekipe. Ljubljana Silverhawks, Maribor Generals, Gold Diggers in Alp Devils. V sezoni 2011 so nastopile ekipe Ljubljana Silverhawks, Maribor Generals, Alp Devils in Zagreb Thunder, v sezoni 2012 pa bodo nastopili še Zagreb Raiders.

## Slovenske ekipe
| Klub                  | Ustanovljen |
| --------------------- | ----------- |
| Ljubljana Silverhawks | 2002        |
| Maribor Generals      | 2008        |
| Gold Diggers          | 2008        |
| Alp Devils            | 2008        |
| Werewolves            | 2009        |
| Koper Pirates         | 2010        |
| Murska Sobota Storks  | 2011        |

## Sezona 2009/10 - končna lestvica rednega dela
| Ekipa                     | W | L | PCT   | PF  | PA  | PD   | Home | Road | Streak |
| ------------------------- | - | - | ----- | --- | --- | ---- | ---- | ---- | ------ |
| (1) Ljubljana Silverhawks | 6 | 0 | 1.000 | 357 | 20  | +337 | 3-0  | 3-0  | W6     |
| (f) Alp Devils            | 3 | 3 | .500  | 110 | 167 | -57  | 2-1  | 1-2  | W1     |
| (x) Maribor Generals      | 3 | 3 | .500  | 143 | 202 | -59  | 2-1  | 1-2  | W1     |
| (x) Gold Diggers          | 0 | 6 | .000  | 46  | 267 | -221 | 0-3  | 0-3  | L6     |

## Sezona 2011 - končna lestvica rednega dela
| Ekipa                     | W | L | PCT   | PF  | PA  | PD   | Home | Road | Streak |
| ------------------------- | - | - | ----- | --- | --- | ---- | ---- | ---- | ------ |
| (1) Ljubljana Silverhawks | 6 | 0 | 1.000 | 276 | 92  | +184 | 3-0  | 3-0  | W6     |
| (f) Zagreb Thunder        | 4 | 2 | .66   | 145 | 140 | +5   | 1-2  | 2-1  | L1     |
| (x) Maribor Generals      | 2 | 4 | .33   | 199 | 180 | +18  | 1-2  | 1-2  | W1     |
| (x) Alp Devils            | 0 | 6 | .000  | 20  | 228 | -208 | 0-3  | 0-3  | L6     |

## Sezona 2012 - Lestvica rednega dela
| Ekipa                 | W | L | PCT | PF | PA | PD  | Home | Road | Streak |
| --------------------- | - | - | --- | -- | -- | --- | ---- | ---- | ------ |
| Ljubljana Silverhawks | 1 | 0 | 1   | 45 | 0  | 45  | 1-0  | 0-0  | W1     |
| Maribor Generals      | 1 | 1 | .50 | 39 | 59 | -20 | 1-0  | 0-1  | W1     |
| Alp Devils            | 0 | 0 | 0   | 0  | 0  | 0   | 0-0  | 0-0  | /      |
| Zagreb Thunder        | 0 | 0 | 0   | 0  | 0  | 0   | 0-0  | 0-0  | /      |
| Zagreb Raiders        | 0 | 1 | 0   | 14 | 39 | -25 | 0-0  | 0-1  | L1     |

Razvrstitev v primeru enakega deleža zmag
1. delež zmag na medsebojnih tekmah

2. razlika med doseženimi točkamami in doseženimi točkami nasprotnika na medsebojnih tekmah

## Rekordi
najdaljša akcija: Gregor Črepinšek, RB, Ljubljana Silverhawks, 95 yardov, 30. 5. 2010

## Prvaki
| Sezona  | Prvak                 |
| ------- | --------------------- |
| 2009/10 | Ljubljana Silverhawks |
| 2011    | Ljubljana Silverhawks |
| 2012    | Ljubljana Silverhawks |
| 2013    | Ljubljana Silverhawks |
| 2016    | Ljubljana Silverhawks |
| 2017    | Ljubljana Silverhawks |
| 2019    | Domzale Tigers        |